# Melbourne Darts Masters 2018
De Melbourne Darts Masters 2018 was de tweede editie van de Melbourne Darts Masters. Het toernooi was onderdeel van de World Series of Darts. Het toernooi werd gehouden van 10 tot 12 augustus 2017 in de Hisense Arena, Melbourne. Phil Taylor was de titelverdediger, maar had zijn dartscarrière op 1 januari 2018 beëindigt. Hij deed dan ook niet mee aan de Melbourne Darts Masters 2018. De Schot  Peter Wright won de tweede editie van het toernooi door in de finale met 11-8 te winnen van  Michael Smith.

## Deelnemers
Net als in elk World Series toernooi speelde ook hier 8 PDC Spelers tegen 8 darters uit het land/gebied waar het toernooi ook gehouden wordt. De deelnemers waren:
- Michael van Gerwen
- Rob Cross
- Gary Anderson
- Peter Wright
- Michael Smith
- Raymond van Barneveld
- Simon Whitlock
- Kyle Anderson
- Corey Cadby
- Tim Pusey
- Raymond Smith
- Haupai Puha
- Damon Heta
- Mike Bonser
- Raymond O'Donnell
- James Bailey